# White City (Oregon)
White City az Amerikai Egyesült Államok északnyugati részén, Oregon állam Josephine megyéjében elhelyezkedő statisztikai település. A 2020. évi népszámláláskor 9090 lakosa volt.
A második világháborúban itt volt a hadsereg kiképző- és hadifogolytábora.

## Éghajlat
A település éghajlata mediterrán (a Köppen-skála szerint Csb).

## Népesség
| Lakosok száma | 5445 | 5891 | 5466 | 7975 | 9090 |
|               | 1980 | 1990 | 2000 | 2010 | 2020 |

## Egészségügy
Itt található a dél-oregoni veteránkórház.

## Közlekedés
A település az Oregon Route 62 és az Oregon Route 140 csomópontjában fekszik, emellett érinti a Rogue Valley Transportation District 60-as autóbuszvonala.
A helyi ipari park vasúti teherszállítását a Rogue Valley Terminal Railroad biztosítja.

## Fordítás
- Ez a szócikk részben vagy egészben  a   White City, Oregon című angol Wikipédia-szócikk ezen változatának fordításán alapul.  Az eredeti cikk szerkesztőit annak laptörténete sorolja fel. Ez a jelzés csupán a megfogalmazás eredetét és a szerzői jogokat jelzi, nem szolgál a cikkben szereplő információk forrásmegjelöléseként.